# D. H. Lawrence
Pour les articles homonymes, voir Lawrence.
Œuvres principales
- Amants et Fils (roman, 1913)
- L'Arc-en-ciel (roman, 1915)
- Femmes amoureuses (roman, 1920)
- L'Amant de lady Chatterley (roman, 1928)
- Lady Chatterley et l'Homme des bois (roman, 1928)

David Herbert Lawrence, plus connu comme D. H. Lawrence, (11 septembre 1885 à Eastwood au Royaume-Uni - 2 mars 1930 à Vence en France) est un écrivain britannique. Auteur de nouvelles, romans, poèmes, pièces de théâtre, essais, livres de voyage, traductions et lettres, il est célèbre notamment pour son roman L’Amant de lady Chatterley.
Ses œuvres rassemblées représentent, entre autres, une réflexion approfondie sur les effets déshumanisants de la modernité et de l’industrialisation. Les écrits de Lawrence explorent des questions telles que la sexualité, la santé émotionnelle, la vitalité, la spontanéité et l’instinct. Ses romans incluent Amants et Fils, L'Arc-en-ciel et Femmes amoureuses.
Les opinions de Lawrence lui ont valu de nombreux ennemis, et il a enduré la persécution officielle, la censure et la fausse représentation de son travail créatif tout au long de la seconde moitié de sa vie, dont une grande partie a été passée dans un exil volontaire qu’il a appelé son « pèlerinage sauvage ». Au moment de sa mort, sa réputation publique était celle d’un pornographe qui avait gaspillé ses talents considérables. Edward Morgan Forster, dans une notice nécrologique, a contesté ce point de vue largement répandu, le décrivant comme « le plus grand romancier imaginatif de notre génération ». Plus tard, le critique littéraire F. R. Leavis a défendu à la fois son intégrité artistique et son sérieux moral.
Même s'il fut considéré comme l'un des plus grands écrivains britanniques et mondiaux du XXe siècle, nombreux furent et restent les malentendus qui l'entourent. Bien que quelques féministes aient mis en cause certains de ses propos sur les femmes et la sexualité, il demeure l’un des rénovateurs majeurs de la fiction contemporaine qui sentit le lien profond existant entre esthétique, sexualité et idéologie ; un penseur visionnaire.

## Biographie

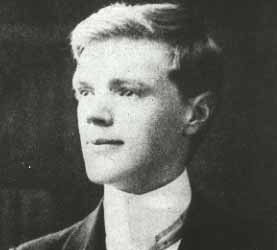
D. H. Lawrence à 21 ans en 1906.

### Jeunesse et formation
Fils de Arthur John Lawrence, un mineur, et de Lydia Beardsall, David Herbert Richards Lawrence voit le jour à Eastwood, dans le Nottinghamshire, le 11 septembre 1885. Après l'école primaire, il poursuit sa scolarité à la Nottingham High School de 1898 à 1901. De 1902 à 1906, Lawrence enseigne dans le primaire, dans une école d'Eastwood. En 1908, il obtient son certificat d'aptitude au professorat à l'université de Nottingham. Durant ses premières années professionnelles, il écrit ses premiers poèmes et quelques nouvelles.
En 1908, il s'installe près de Londres, pour enseigner à Croydon. Ses écrits sont remarqués par Ford Madox Ford puis par Edward Garnett, deux critiques littéraires à la fois écrivains et éditeurs. Après une sévère pneumonie en 1911, Lawrence décide de se consacrer pleinement à la littérature. De retour à Nottingham en 1912, il rencontre la baronne Frieda von Richthofen, l'épouse d'un de ses anciens professeurs. De six ans son aînée, Frieda l'initie aux plaisirs charnels, alors qu'il lui fait découvrir la poésie. Il l'épouse deux ans plus tard, après un périple riche en péripéties, en Allemagne et en Italie.

### Maturité et voyages
Juste après la guerre, en 1919, Lawrence quitte l'Angleterre et mène une vie d'errance d'un continent à l'autre. Il voyage ainsi en Australie, en Italie, à Ceylan, aux États-Unis, au Mexique et dans le Sud de la France. La première étape de son voyage le mène en Italie, dans la région montagneuse des Abruzzes, puis à Capri et à Taormine en Sicile. Depuis celle-ci, il rayonne en Sardaigne, à Malte, dans le nord de l'Italie, en Autriche et dans le sud de l'Allemagne. Soucieux d'expériences authentiques, il parcourt l'arrière-pays sarde dans le petit train reliant les villages. Profitant de ses voyages pour expérimenter de nouvelles sensations, Lawrence continue à écrire régulièrement. Pendant cette période, il écrit notamment Women in Love (Femmes amoureuses), et The Lost Girl (La Fille perdue).
Répondant en 1922, à l’invitation d'une riche Américaine, le couple s’embarque pour les États-Unis. Après une escale à Ceylan, puis une autre en Australie, qui inspire l'auteur pour ses romans Kangaroo et Jack dans la brousse, le couple fait escale en Nouvelle-Zélande, et enfin à Tahiti. En septembre 1922, il débarque en Amérique, où il demeure jusqu’en 1925.
Entre mars 1923 et mars 1925, Lawrence et Frieda font trois voyages au Mexique, où ils passeront au total environ un an. Ils s'installent notamment près de Guadalajara. L’auteur, qui s’intéresse à la civilisation amérindienne, commence alors à écrire Le Serpent à plumes. À l’automne 1923, le couple regagne l’Europe, visite Paris et Baden-Baden. L'année suivante, il repart pour New York, en compagnie d’une jeune anglaise, Dorothy Brett. En 1925, l'auteur écrit St Mawr (L’Étalon). Apprenant qu’il est condamné par la tuberculose, Lawrence regagne l’Europe à l’automne. Le couple mène dès lors une vie errante, en Angleterre, Allemagne, France, Espagne, Suisse et surtout Italie. En 1926, Lawrence publie The Plumed Serpent. Il effectue son dernier séjour en Angleterre. À Florence, les époux Lawrence se lient d’amitié avec le romancier Aldous Huxley et son épouse.

### L’Amant de lady Chatterley
Lawrence a écrit son dernier roman plusieurs fois. Trois versions en seront finalement publiées : 
- The First Lady Chatterley, Penguin, 1973. 1re version, écrite d'octobre à décembre 1926 ; publiée en 1944 par Dial Press à New York ; saisie, puis autorisée après procès.
- John Thomas and Lady Jane, Penguin, 1973. 2e version, écrite trois fois (!), de décembre 1926 à février 1927 ; publiée en 1972 par Heinemann — traduit en français sous le titre Lady Chatterley et l'Homme des bois.
- Lady Chatterley's Lover, Penguin, 1990. 3e version, écrite de novembre 1927 à janvier 1928 ; imprimée à compte d'auteur à Florence en mars et publiée en juin, l'éditeur londonien de Lawrence, Secker, ayant refusé de prendre ce risque.

Lawrence était gravement malade, atteint d'une tuberculose pulmonaire, incurable à l'époque. Il l'apprend de son médecin en 1925. Souffrant d'hémoptysie en juillet 1927, il écrit alors très vite la troisième version puis la publie — peut-être peut-on la considérer comme son testament littéraire.
Le livre fait scandale, il est saisi pour « obscénité » fin août 1928 par les autorités britanniques et américaines. Une édition est publiée en mai 1929 à Paris.

Il faut attendre 1959 à New York (Grove Press) et 1960 à Londres (Penguin) pour que paraisse dans ces pays une version non expurgée du texte, les deux fois après procès — aux États-Unis par le juge Frederick van Pelt Bryan et à Londres par le jury. Il faut citer la dédicace des éditions Penguin : 

« Pour avoir publié ce livre, les éditions Penguin ont été poursuivies, en vertu de la loi de 1959 sur les publications obscènes, au Palais de Justice de Londres du 20 octobre au 2 novembre 1960. Cette édition est donc dédiée aux douze jurés, trois femmes et neuf hommes, qui ont rendu un verdict de "Non coupable" et ont ainsi permis au public du Royaume-Uni de disposer pour la première fois du dernier roman de D. H. Lawrence. »

En France, le livre est traduit par Frédéric Roger-Cornaz en 1932 et publié par Gallimard, avec une préface d'André Malraux et une préface de l'auteur (1929).
En 1929, Lawrence publie Pansies (Pensées), un recueil de poèmes qui est confisqué par la justice.

### Ses peintures saisies à Londres
Une exposition de ses peintures provoque un scandale à Londres, et ses tableaux sont saisis par la police.
Il écrit alors Pornographie et obscénité.
Pour son honneur et la défense de son œuvre, il publie À Propos of Lady Chatterley’s Lover (Défense de Lady Chatterley) en 1930.
Rattrapé par la maladie, Lawrence s’éteint le 2 mars 1930, à Vence, où il séjourne en compagnie de son épouse Frieda et des Huxley.

## Publications de son œuvre
Non seulement Lawrence est reconnu comme l'un des plus grands auteurs et romanciers britanniques, mais également comme l'un des meilleurs auteurs de récits de voyage. En 1921, il écrit Sardaigne et Méditerranée, un récit du mode de vie des Méditerranéens.

### Livres et recueils
Sont ici indiqués les romans, recueils de nouvelles, de poèmes, pièces de théâtre, essais et autres ouvrages selon leur date de parution.

#### Romans
- Le Paon blanc (The White Peacock), 1911.
- La Mort de Siegmund (The Trespasser), 1912.
- Amants et Fils (Sons and Lovers), 1913.
- L'Arc-en-ciel (The Rainbow), 1915.
- Femmes amoureuses (Women in Love), 1920.
- La Fille perdue (The Lost Girl), 1920. Prix James Tait Black de la fiction 1920.
- La Verge d'Aaron (Aaron's Rod), 1922.
- Kangourou (Kangaroo), 1923.
- Jack dans la brousse (The Boy in the Bush), 1924.
- Le Serpent à plumes (The Plumed Serpent), 1926.
- Lady Chatterley et l'Homme des bois (John Thomas and Lady Jane), 1927 (publié en 1972)
- L'Amant de lady Chatterley (Lady Chatterley's Lover), 1928.
- L'Homme qui était mort (The Escaped Cock, puis Than Man Who Died), 1929, édition française en 1933 traduit par Jacqueline Dalsace et Pierre Drieu la Rochelle, Paris, Gallimard, Nrf.

#### Nouvelles
- L'Officier prussien et autres nouvelles (The Prussian Officer and Other Stories), nouvelles, 1914.
- Chère, ô chère Angleterre (England, My England and Other Stories), nouvelles, 1922.
- The Fox (Le Renard), roman court, 1922.
- L'Homme et la Poupée (The Captain's Doll), roman court, 1923.
- The Ladybird (La Coccinelle),  roman court, 1923.
- L'Étalon (St Mawr and other stories), nouvelles, 1925.
- La Femme qui s'enfuit (The Woman who Rode Away and other stories), nouvelles, 1928.
- The Collected Poems of D. H. Lawrence, poésie, 1928.
- Étreintes aux champs et autres nouvelles, (Love Among the Haystacks and other stories), nouvelles, 1930.
- La Vierge et le Gitan (The Virgin and the Gipsy and Other Stories), nouvelles, 1930. Contient L'Homme qui aimait les îles (The Man Who Loved Islands).
- L'homme qui aimait les îles, traduction de Catherine Delavallade, L'Arbre Vengeur, 2021

#### Poésie
- Love Poems and others, poésie, 1913.
- Amores, poésie, 1916.
- Look! We have come through!, poésie, 1917.
- New Poems, poésie, 1918.
- Bay: a book of poems, poésie, 1919.
- Tortoises, poésie, 1921.
- Birds, Beasts and Flowers, poésie, 1923.
- Pansies, poésie, 1929.
- Nettles, poésie, 1930.
- Apocalypse, essai, 1931.
- Last Poems, poésie, 1932.
- Fire and other poems, poésie, 1940.
- The White Horse, poésie, 1964.

#### Pièces de théâtre
- The Daughter-in-Law, théâtre, 1912.
- The Widowing of Mrs Holroyd, théâtre, 1914.
- Touch and Go, théâtre, 1920.
- David, théâtre, 1926.
- The Fight for Barbara, théâtre, 1933.
- A Collier's Friday Night, théâtre, 1934.
- The Married Man, théâtre, 1940.
- The Merry-Go-Round, théâtre, 1941.

#### Autres œuvres
- Pornographie et Obscénité, essai, 1930. Initialement publié en 1929.
- Croquis étrusques (Sketches of Etruscan Places and other Italian essays), récits de voyage, 1932.
- Study of Thomas Hardy and other essays, critique littéraire, 1914.
- Etudes sur Thomas Hardy (Study of Thomas Hardy), essai, 1914.
- Crépuscule sur l'Italie (Twilight in Italy and Other Essays), récits de voyage, 1916.
- Sardaigne et Méditerranée (Sea and Sardinia), récit de voyage, 1921.
- Psychanalyse et Inconscient (Psychoanalysis and the Unconscious), essai, 1921.
- Movements in European History, manuel d'histoire, 1921. Publié sous le pseudonyme Lawrence H. Davison.
- Fantaisie de l'inconscient (Fantasia of the Unconscious), essai, 1922.
- Studies in Classic American Literature, critique littéraire, 1923.
- Reflections on the Death of a Porcupine and other essays, essai, 1925.
- Matinées mexicaines (Mornings in Mexico and Other Essays), récits de voyage, 1927.
- A Propos of Lady Chatterley's Lover, essai, 1929.
- La Beauté Malade, Paris, Allia, 2017, 80 p. (ISBN 979-10-304-0524-8)

### Traductions
- Léon Chestov, All Things are Possible, 1920 [1905].
- Ivan Bounine, The Gentleman from San Francisco, 1922 [1915]. Traduction avec S. S. Koteliansky (en) du Monsieur de San Francisco.
- Giovanni Verga, Mastro-Don Gesualdo, 1923 [1888].
- Giovanni Verga, Little Novels of Sicily, 1925.
- Giovanni Verga, Cavalleria Rusticana and other stories, 1928.
- Anton Francesco Grazzini, The Story of Doctor Manente, 1929 [1549].

### Compilations posthumes
Sont indiquées les principales compilations en langue anglaise et française.
- (en) Phoenix: The Posthumous Papers of D. H. Lawrence, essais et articles, The Viking Press, 1936.
- (en) The Complete Poems of D. H. Lawrence, poésie, The Viking Press, 1964. Première édition intégrale de la poésie de Lawrence.
- (en) The Complete Plays of D. H. Lawrence, théâtre, The Viking Press, 1965. Première édition intégrale du théâtre de Lawrence.
- (en) Phoenix II: Uncollected, Unpublished and Other Prose Works by D. H. Lawrence, essais et articles, Viking Press, 1968.
- (fr) Éros et les Chiens, essais, C. Bourgois, 1969. Sélection de textes issus de Phoenix et Phoenix II.
- (fr) Corps social, essais, C. Bourgois, 1974. Sélection de textes issus de Phoenix et Phoenix II.
- (fr) L'Amour, le Sexe, les Hommes et les Femmes, essais, Éditions du Rocher, 2003. Sélection d'essais.
- (en) Introductions and Reviews, critique littéraire, Cambridge University Press, 2004. Première édition intégrale des préfaces et critiques de Lawrence.
- (en) Late Essays and Articles, essais et articles, Cambridge University Press, 2004. Première éditions des essais et articles de Lawrence non publiés de son vivant.
- (fr) De la rébellion à la réaction, essais, Éditions du Rocher, 2004. Sélection de textes issus de Phoenix.
- (fr) Poèmes, poésie, L'Âge d'homme, 2007. Première édition intégrale en français de la poésie de Lawrence.
- (fr) David Herbert Lawrence et Marc Porée, L'amant de Lady Chatterley: et autres romans, Gallimard, coll. « Bibliothèque de la Pléiade », 2024 (ISBN 978-2-07-299560-6)

## Adaptations cinématographiques
- 1949 : The Rocking Horse Winner d'Anthony Pelissier
- 1955 : L'Amant de Lady Chatterley de Marc Allégret
- 1961 : Amants et Fils (Sons and Lovers) de Jack Cardiff
- 1967 : Le Renard (The Fox) de Mark Rydell
- 1969 : Love (Women in Love) de Ken Russell
- 1970 : La Vierge et le Gitan (The Virgin and the Gipsy) de Christopher Miles
- 1981 : L'Amant de Lady Chatterley (Lady Chatterley's Lover) de Just Jaeckin
- 1985 : Priest of Love de Christopher Miles (film biographique)
- 1989 : The Rainbow (The Rainbow) de Ken Russell
- 2006 : Lady Chatterley de Pascale Ferran
- 2022 : L'Amant de lady Chatterley (Lady Chatterley's Lover) de Laure de Clermont-Tonnerre

## Études de l'œuvre
- Ginette Katz Roy, Myriam Librach (dir.), Cahier Lawrence, éditions de l'Herne, Cahiers de l'Herne, n° 56, Paris, 1988, 398 p.  (ISBN 9782851970633)
- Anaïs Nin, D.H. Lawrence : une étude non professionnelle, 1932, rééd. Rivages, 2003
- Claude Negriolli, La symbolique de D.H. Lawrence, PUF, 1970
- Henry Miller, Le Monde de D.H. Lawrence : Une appréciation passionnée, Buchet/Chastel, 1986
- Jean-Paul Pichardie, D.H. Lawrence : la tentation utopique, université de Rouen, 1988
- Anthony Burgess, D.H. Lawrence ou le Feu au cœur, Grasset, 1990
- Jeffrey Meyers, D.H. Lawrence, Knopf, 1990
- Frédéric Monneyron, Bisexualité et littérature. Autour de D. H. Lawrence et Virginia Woolf, L'Harmattan, 1998
- Simon Leys, L'Ange et le Cachalot, Seuil, 1998 : un chapitre sur le roman Kangourou de D. H. Lawrence et sur son séjour en Australie (page 93 à 116)
- Catherine Millet, Aimer Lawrence, Flammarion, 2017